# 1208 هـ
1208 هـ هي سنة في التقويم الهجري امتدت مقابلةً في التقويم الميلادي بين سنتي 1793 و1794.

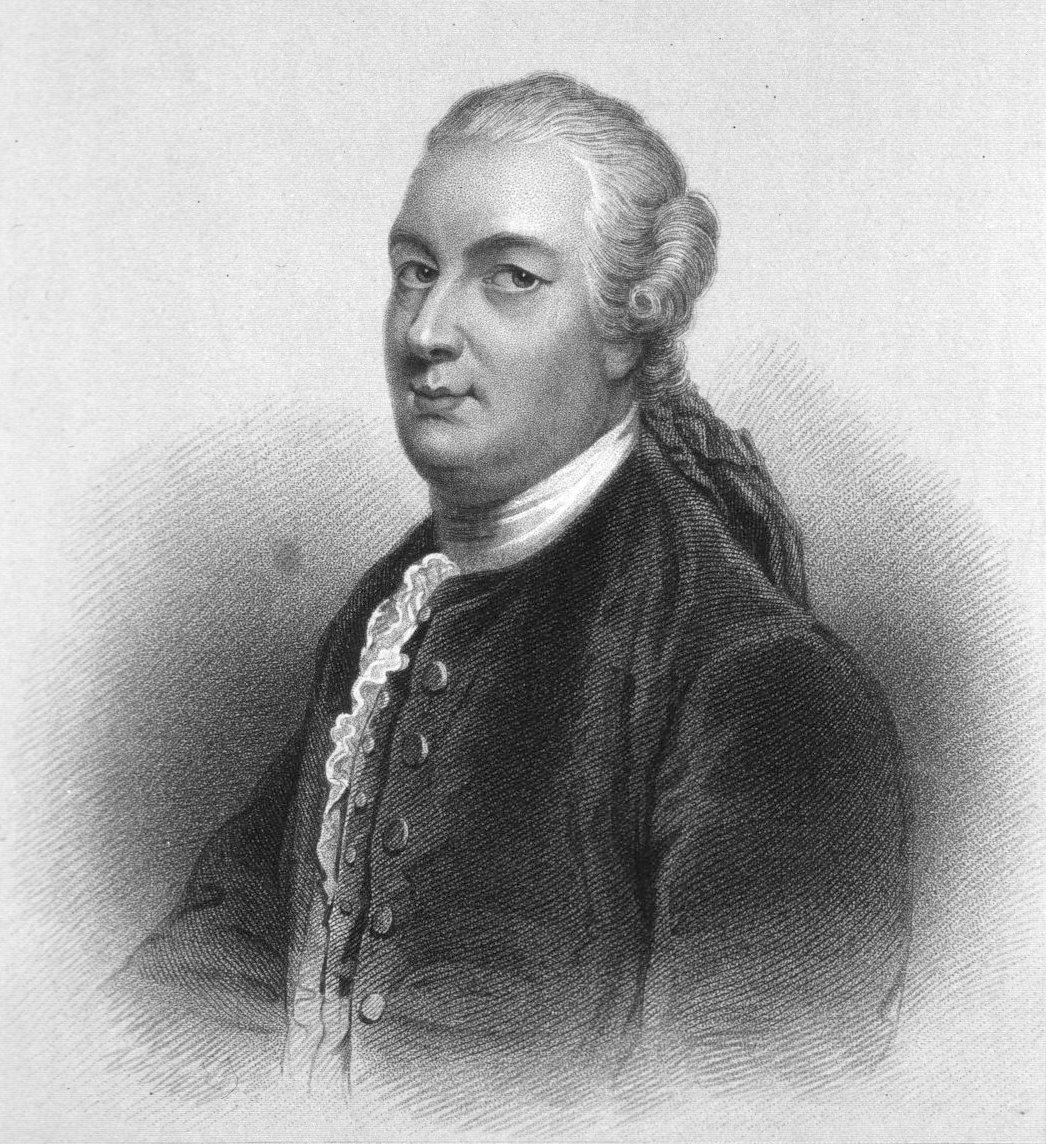
جيمس بروس

## أحداث
- الإمام عبد العزيز بن محمد يتوجه بقوات كبيرة إلى الأحساء ويخضعها.

## مواليد
- أحمد الترمانيني
- الدربندي
- جارسان دي تاسي

## وفيات
- جيمس بروس
- سليمان بن عبد الوهاب
- وليم جونز (مستشرق)
- ميخائيل الغزيري.